# Доливо-Добровольский, Борис Иосифович
Борис Иосифович Доливо-Добровольский (1873, Одесса — 1938, Орёл) — российский военный моряк, лингвист.

## Биография
Родился 2 (14) декабря 1873 года в Одессе в дворянской семье. 
Отец, Осип Фролович Доливо-Добровольский (1824—1900), в 1862—1869 годах был директором Гатчинского сиротского института; дед — тайный советник Флор Осипович Доливо-Добровольский (1776—1852). Мать — Ольга Михайловна Евреинова (1837—1921, Краснодар), дочь управляющего Петергофскими дворцами М.Г. Евреинова. Сестра матери — Анна Михайловна Евреинова, юрист, первая из русских женщин, получившая степень доктора права.
В 1890 году поступил на службу в Военно-морской флот Российской империи; в составе эскадры сопровождения принял участие в кругосветном морском путешествии наследника престола Николая Александровича. В 1893 году окончил Морской кадетский корпус, получив звание мичмана.
С 1903 года — старший флаг-офицер штаба начальника учебного отряда Черноморского флота; с 19 апреля 1904 года — старший флаг-офицер штаба командующего отрядом крейсеров в Тихом океане. С 1905 года служил в составе 2-го Балтийского флотского экипажа.
С 1909 года — старший офицер на эскадренном броненосце «Пантелеймон» (бывший «Князь Потёмкин-Таврический»), а с 1911 года — на эскадренном броненосце «Слава».
С началом войны, 28 июля 1914 года был прикомандирован к морскому генеральному штабу, назначен на должность начальника отделения иностранной статистики, занимался вопросами морской разведки и контрразведки; 6 декабря 1914 года за отличие в службе был произведён в капитаны 1-го ранга.
В 1917 году с женой Ксенией Львовной и сыном Львом находился в Петрограде. После Октябрьской революции стал сотрудничать с Советской властью в качестве военного специалиста, консультанта по военно-морским делам; в феврале — марте 1918 года участвовал в мирных переговорах в Брест-Литовске, впоследствии являлся членом Русско-германской комиссии по морским вопросам.
Борис Иосифович сыграл большую роль в создании советского военно-морского флота. Обучал советских моряков морской стратегии, тактике и разведке. С 1918 года был преподавателем военно-морского дела на курсах военной разведки при Наркомате морских дел. Начальник восточного отдела Военной Академии Генштаба (1921–1923). Участвовал в восстановлении портов Балаклавы и Севастополя.  В 1920 году был редактором Главной военно-морской редакции. С 1921 года — преподаватель восточного отделения Военной академии РККА, а с 1927 года — профессор морской стратегии в Военно-морской академии Рабоче-Крестьянского Красного Флота; с 1929 года — заведующий кафедрой иностранных языков академии. До 1928 года издавалось его учебное пособие «Боевой флот».
В 1931 году был арестован и осуждён к 5 годам лишения свободы. После отбытия наказания выслан в город Орёл, где занимался частным преподаванием английского языка. В сентябре 1937 года вновь был арестован и в 1938 году решением Особого совещания при НКВД СССР приговорён к расстрелу. Умер в 1938 году в Орловском следственном изоляторе (по другим источникам — был расстрелян в 1939 году).

## Семья
- Брат — Михаил Осипович Доливо-Добровольский, инженер-электротехник.
- Брат — Александр Иосифович Доливо-Добровольский (1866—1932, Ленинград), юрист, дипломат, этнограф, художник, коллекционер произведений искусства.  С 1906 года и до начала Первой мировой войны служил консулом в Черновцах, в 1916 году стал вице-директором II Департамента МИД. Завоевал авторитет крупнейшего в России специалиста по международному морскому праву.  Временное правительство назначило его вице-директором Правового департамента МИД. После Октябрьской революции возглавлял правовой отдел Наркомата иностранных дел (НКИД), затем работал на культурно-просветительском поприще. С 1928 года — персональный пенсионер.
- Сестра — Ольга, в замуж. Евреинова (1875–1948, Франция).  Ее муж — Александр Александрович Евреинов.[2] После Октябрьской революции — в эмиграции во Франции.
- Сестра —Тамара (1877–1962). Ее муж — Александр Ефимович Жданко, дочери — Ирина, художник, и Татьяна, этнограф, доктор исторических наук.
- Брат — Михаил-«младший» (1878–1933). Служил в армии, потом был земским деятелем в Ковенской губернии, полицмейстером. В советское время — агроном в Краснодарском крае.

Жена — Ксения Львовна, урожд. Брусилова (1882, Николаев—1965, Москва), дочь вице-адмирала Л.А.Брусилова.
Сын — Лев Борисович Доливо-Добровольский (1910, Севастополь—1985), биолог, специалист по системам очистки воды, автор учебников.  Похоронен на Введенском кладбище. 

## Награды

### российские
- Орден Святой Анны 3-й степени с мечами и бантом (16.6.1904)
- Орден Святого Станислава 2-й степени с мечами (14.11.1905)
- Орден Святого Владимира 4-й степени (29.3.1909)
- Орден Святой Анны 2-й степени (30.7.1915)
- Серебряная медаль «В память царствования императора Александра III» (1896)
- Светло-бронзовая медаль «В память русско-японской войны» (1906)
- Светло-бронзовая медаль «В память 200-летия морского сражения при Гангуте» (1915)

### иностранные
- Орден Почётного легиона, кавалер (1899)
- Орден Чёрной звезды, офицер (1904)
- Орден Чёрной звезды, командор (1909)
- Орден Нишан-эль-Ануар (1906)